# 석전동
석전동(石田洞)은 경상남도 창원시 마산회원구의 행정동이자 법정동이다. 경전선이 동네 한가운데로 관통하여 지나간다.

## 개요
1914년 4월 1일 마산부제의 실시에 따라 창원군 내서면으로 편입되었다가 1942년 10월 1일 다시 마산부에 속하게 되었다. 이후 1958년 8월 15일에 기존의 석전리에서 석전동으로 승격하였다. 이후 불어나는 인구 추세에 따라 1983년 10월 1일에 석전동을 삼호로를 경계로 남쪽 석전1동과 북쪽 석전2동으로 각각 분동하였으나 2017년 1월 1일에 다시 단일 석전동으로 통합되었다. 1990년부터 2001년 1월 1일 구 폐지 직전까지는 회원구에 속해있었다. 2010년 7월 1일 인근의 옛 창원시, 진해시와 통합한 새로운 창원시가 출범하면서 마산회원구의 하위 행정구역으로 포함되었다.
1970년대까지만 하더라도 이 일대는 합성동과 함께 허허벌판이었으나, 마산역이 북동부지역(석전2동 북부)으로 이전해오면서 이 인근에 역전상가가 형성됨을 시작으로 이 일대는 여러 상업기관이 입주하는 형태의 상권이 형성되었다. 반면 남서부(석전1동 전체, 석전2동 남부) 지역은 평균 중저층규모의 주택가가 형성되었다. 경남은행의 본점이 이 곳에 있다.
한편 석전1동의 경우 2005년경에는 11,000명에 달했으나, 2012년을 목표로 하는 경전선 복선전철화 신선이 주택가 한가운데를 통과하게 되면서 수많은 주택이 철거되어 많은 인구가 유출되었다.

## 유래
합포현 시절 이 지역에 돌이 많아 붙여진 '돌밭(石田)'이라는 이름에서 유래하였다.

## 교육
- 북성초등학교
- 석전초등학교

## 아파트
| 단지명          | 건설사              | 주소                             | 입주                    | 비고        |  |
| --------------- | ------------------- | -------------------------------- | ----------------------- | ----------- |  |
| 석전 메트로시티 | 태영건설 효성중공업 | 석전1구역 주택재개발정비시업조합 | 마산회원구 석전남8길 40 | 2019년 12월 |  |

## 교통
- 마산시내와 창원입구를 오가는 3·15 의거길과 시내에서 내서읍으로 통하는 도로인 삼호로가 만나는 석전교사거리가 남동부 끝에 있다.
- 석전동 북쪽에 경전선 마산역이 있다.

## 사진

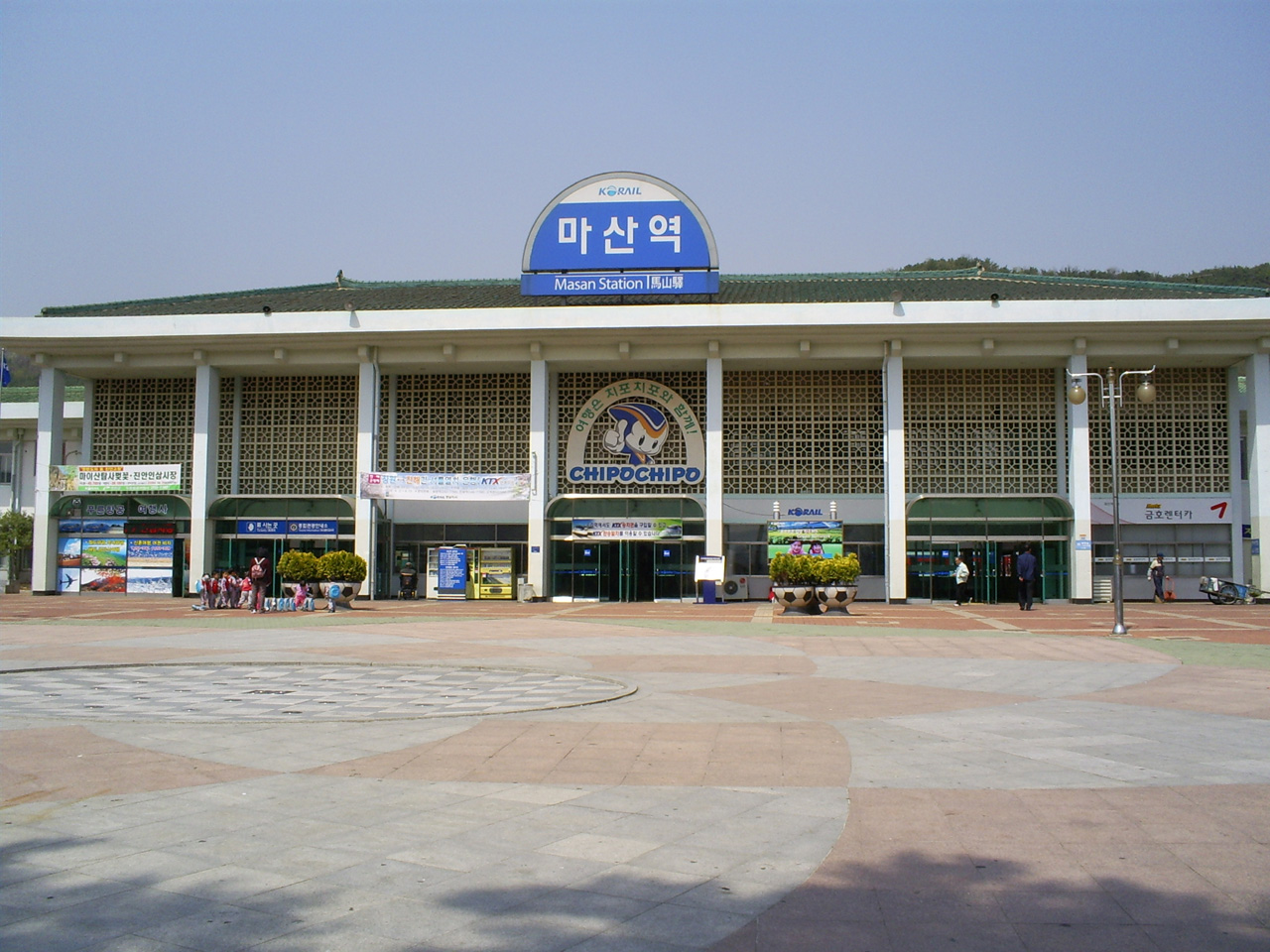
마산역
역전통합시장
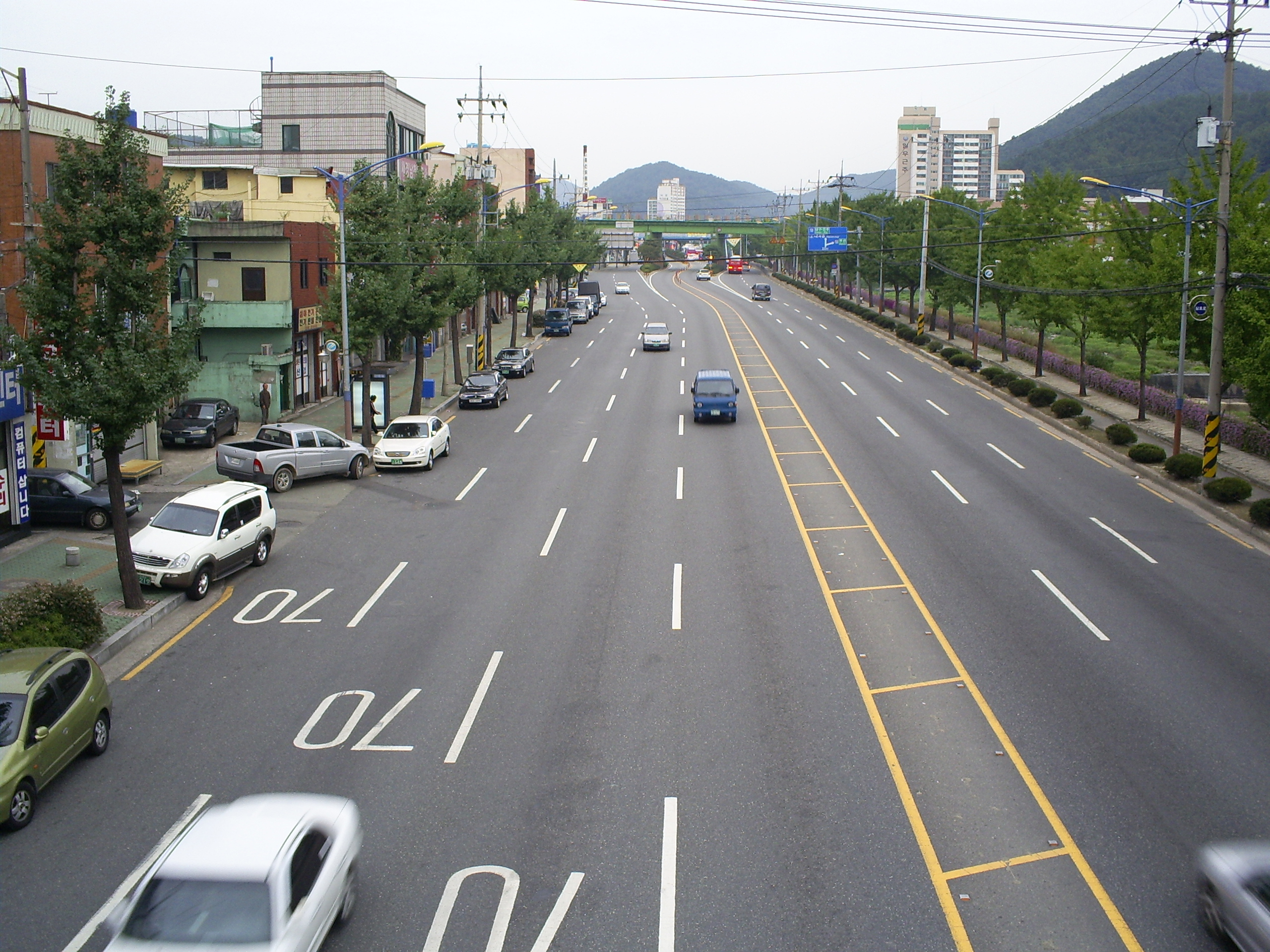
석전동 육교에서 바라본 모습(IC 방면)
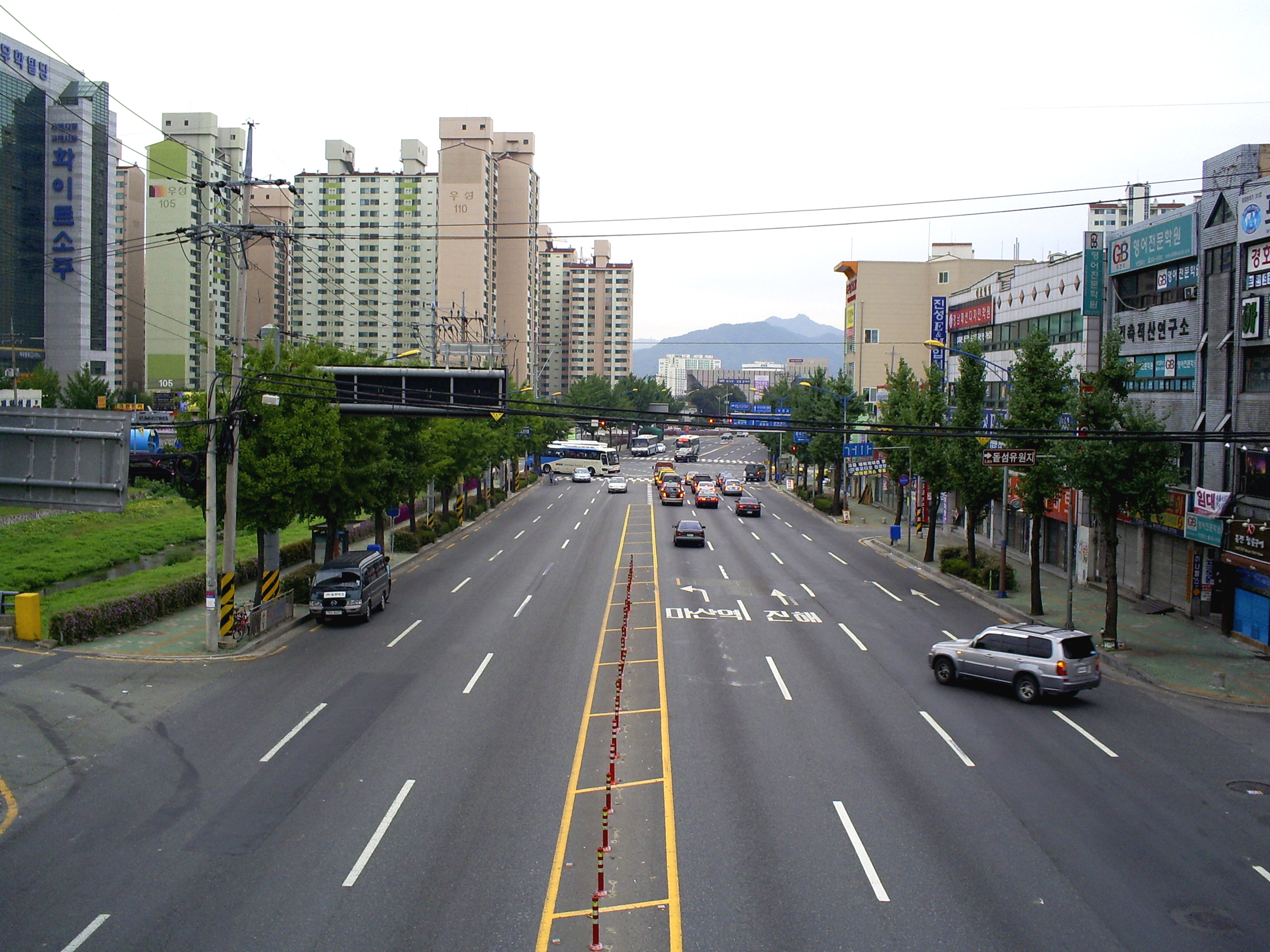
석전동 육교에서 바라본 모습(어린교 방면)
북성초등학교
삼호천
역전시장 (석전시장)
경남은행 본점
석전1동 주민센터
석전2동 주민센터